# Friedrich Wilhelm August Pflug
Friedrich Wilhelm August Pflug (* 8. März 1781 in Schweidnitz; † 14. Februar 1832) war ein preußischer Leutnant.

## Leben
Friedrich Wilhelm August Pflug war der Sohn eines in Schweidnitz tätigen Stadtdirektors. Er besuchte das dortige Gymnasium und studierte daraufhin von 1795 bis 1799 an der Ritterakademie in Liegnitz. An der Universität Halle widmete er sich danach drei Jahre dem Studium der Jurisprudenz. 1804 erhielt er eine Anstellung als Senator in Hirschberg. Dieses Amt verlor er bei der Einführung der Städteordnung im Jahr 1809.
Schon früh hatte Pflug eine Neigung für den Militärstand verspürt. Durch den Grafen von Schasbeck, den er nach den Niederlanden begleitete, wurde er in Lüttich dem Prinzen Prosper Ludwig von Arenberg vorgestellt und trat auf dessen Zureden in französische Kriegsdienste. Zum Offizier befördert, folgte er dem vom Prinzen befehligten 27. Chasseur-Regiment nach Spanien. Vier Jahre lang teilte er dort die Gefahren des Krieges und versah zugleich die Funktion eines Maréchal des logis en chef. Als 1813 das Regiment, dem er angehörte, nach Deutschland beordert wurde, trat er während der Völkerschlacht von Leipzig zum Heer der gegen Napoleon Verbündeten über. Er wurde nicht seinem Wunsch gemäß der Kavallerie zugeteilt, sondern mit dem Grad eines Leutnants bei einem preußischen Infanterieregiment angestellt, wodurch er sich auch in seinem Rang bedeutend zurückgesetzt sah. Noch schmerzlicher war er für ihn, nachdem er die Feldzüge von 1813 und 1814 mitgemacht hatte, beim Friedensschluss unerwartet verabschiedet zu werden. Fruchtlos blieben seine Bemühungen, eine zivile Anstellung zu erhalten.
Zu Reichenbach in Schlesien war Pflug eine Zeitlang bei der dortigen Regierung beschäftigt, doch machte ihn die Auflösung dieser Behörde wieder beschäftigungslos. Schließlich erhielt er die Stelle eines Kreissekretärs in Reichenbach und verheiratete sich, nachdem er schon früher eine Ehe eingegangen war, zum zweiten Mal 1826 mit der Witwe Sopsky, die ihm eine Tochter gebar. Infolge eines durch die Kriegsstrapazen aufgetretenen Gichtübels, das im Spätherbst 1831 die Brustorgane befiel, starb er im Alter von knapp 51 Jahren.